# Riedelella kuznedelovi
Riedelella kuznedelovi är en plattmaskart som beskrevs av Timoshkin OA 200. Riedelella kuznedelovi ingår i släktet Riedelella och familjen Rhynchokarlingiidae. Inga underarter finns listade i Catalogue of Life.